# Albert Charles Smith
Pour les articles homonymes, voir Albert Smith et Smith.
 (décembre 2020).
Si vous disposez d'ouvrages ou d'articles de référence ou si vous connaissez des sites web de qualité traitant du thème abordé ici, merci de compléter l'article en donnant les références utiles à sa vérifiabilité et en les liant à la section « Notes et références ».
Albert Charles Smith (né le 5 avril 1906 et mort le 23 mai 1999) est un botaniste américain.

## Biographie
Albert Charles Smith fut directeur du National Museum of Natural History et président de plusieurs sociétés savantes importantes, comme l’American Society of Plant Taxonomists.
Il est élu à la National Academy of Sciences en 1963. Il travailla aux États-Unis ainsi qu’aux îles Fidji.

## Orientation bibliographique
- Wagner, W. L. and D. H. Lorence. (2001) "Albert Charles Smith (1906-1999): a monumental botanist." Allertonia 8 : 329-339.

## Sources
- (en) Cet article est partiellement ou en totalité issu de l’article de Wikipédia en anglais intitulé « Albert Charles Smith » (voir la liste des auteurs) (version du 26 octobre 2008).